# Volosca
Volosca (in croato Volosko, in italiano anche Volosco) è una frazione della città di Abbazia nella regione del Quarnaro.
La prima traccia ufficiale del nome Volosca risale al 1543.

## Geografia umana
Si tratta di un piccolo, ma tipico, borgo di pescatori. Oggi è un importante centro di villeggiatura estiva.
Volosca è rinomata per i suoi numerosi ristoranti, specializzati nella preparazione di pesce e di frutti di mare. La cittadina è frequentata in massa dagli appassionati di windsurf, che sfruttano i venti che soffiano quasi incessantemente nel corso di tutto l'anno nella vicina baia di Preluca. 
L'immagine più tipica di Volosca è costituita dal suo mandracchio (il porto dei pescatori) e dalle scogliere sulle quali nei mesi primaverili ed estivi si affollano numerosi turisti e bagnanti. A seconda dei punti di vista, a Volosca inizia o termina il famoso lungomare Francesco Giuseppe, una passeggiata di circa dodici chilometri inaugurata in occasione di una visita dell'imperatore che collega Volosca e Laurana, passando per Abbazia, Ičići e Ika.
A Volosca si svolge tutti gli anni il concorso internazionale d'arte pittorica "Mandracchio".